# Johann Baptist Stamminger
Johann Baptist Stamminger (* 5. März 1836 in Zell am Main; † 10. Dezember 1892 in Würzburg) war ein katholischer Priester, Bibliothekar und Politiker der Bayerischen Patriotenpartei.

Stamminger besuchte ab 1845 die Lateinschule und von 1850 bis 1854 das Gymnasium in Würzburg. An der dortigen Universität studierte er von 1854 bis 1859 Philosophie und Katholische Theologie. Im Frühjahr 1859 wurde er zum Priester geweiht. Anschließend wirkte er für kurze Zeit als Kaplan in Ebern und ab Juli 1859 in gleicher Funktion an der Würzburger Kirche St. Burkard, im Februar 1864 wurde er zum Lokalkaplan des Militärlazaretts auf der Festung Marienberg ernannt. Schon seit 1862 arbeitete Stamminger auf Betreiben des Oberbibliothekars Anton Ruland parallel zu seinen seelsorgerlichen Pflichten als Praktikant an der Universitätsbibliothek Würzburg. Im September 1866 wurde er dort zum Bibliothekar ernannt. Er wirkte als Stellvertreter Rulands während dessen häufiger Abwesenheit als Parlamentarier. Trotz seiner Verdienste wurde nach Rulands Tod nicht Stamminger, sondern Georg Laubmann dessen Nachfolger. Als Laubmann 1878 nach München wechselte, wurde Stamminger erneut übergangen und blieb bis zu seinem Tod in der bisherigen Stellung. Als Bibliothekar machte er sich vor allem verdient, weil er den von Ruland begonnenen Handschriftenkatalog fortführte und abschloss.
Wie sein Mentor Ruland engagierte sich Stamminger politisch und wurde zu einem „der führenden Männer des politischen Katholizismus in Unterfranken“. 1862 bis 1869 gab er die Zeitschrift Chilianeum. Blätter für katholische Wissenschaft, Kunst und Leben heraus und 1868 gehörte er gemeinsam mit Leo Woerl zu den Gründern des Fränkischen Volksblatts, das im Verlag der Leo Woerl'schen Buch- und Kunsthandlung erschien. Wegen mangelnden Erfolgs und internen Streitigkeiten wurde das Blatt schon 1870 an den  Verleger Joseph Bucher veräußert. Ab 1872 gehörte Stamminger zu den Organisatoren des in Mainz gegründeten Vereins der deutschen Katholiken. In den schweren Auseinandersetzungen im bayerischen politischen Katholizismus, die in der zweiten Hälfte der 1870er Jahre ausgetragen wurden, engagierte er sich gegen die von Johann Baptist Sigl gegründete, klerikale Katholische Volkspartei. Der Kammer der Abgeordneten im Bayerischen Landtag gehörte Stamminger nur kurze Zeit an: Für den verstorbenen Michael Vollmuth zog er Ende September 1885 in die Kammer ein, der er bis zum Ende der Wahlperiode 1887 angehörte.

## Schriften (Auswahl)
- Franconia Sacra. Geschichte und Beschreibung des Bistums Würzburg. Buchersche Verlagsbuchhandlung, Würzburg 1889.